# 新娘潭路
新娘潭路（英語：Bride's Pool Road）是香港新界大埔區新娘潭一帶的一條道路，位於八仙嶺郊野公園與船灣郊野公園之間，頭尾接大尾篤汀角路和鹿頸，鹿颈路可連接沙頭角公路。新娘潭路是一條石屎瀝青公路，南北行車。

## 交通黑點
新娘潭路由2009年至2013年合共發生七宗嚴重意外，釀成四死一危殆，其中六宗均集中在涌尾的S形死亡彎。2019年11月至2021年10月，新娘潭路合共發生六宗奪命車禍，分別涉及私家車、電單車或單車，造成七人死亡。

## 事件
- 香港單車聯會單車公路賽選址於此。
- 在涌尾彎位是交通黑點，曾發生多宗致命交通意外。該路彎多路窄，也是香港非法賽車的熱點之一。

據說這路曾發生意外，是同附近新娘潭新娘傳說有關。

## 交匯道路
- 美湖路
- 汀角路
- 烏蛟騰路
- 鹿頸路

## 外部連結
- 新娘潭路位置[永久]
- 大埔新娘潭路涌背
- 新娘潭電單車司機被撞死

22°27′36″N 114°12′03″E / 22.4600033°N 114.2009489°E